# فضلا
فضلا، قرية من قرى محافظة العلا، والتابعة لمنطقة المدينة المنورة في السعودية. تقع في شمال المدينة المنورة، وتبعد عنها بمسافة تقارب ( 290) كيلو متر، وعن العلا بمسافة تقارب (23) كيلو متر.تأسست القرية في عام 1390 هـ.

## مركز فضلا
مركز فضلا: هو من مراكز فئة (ب)
الموقعيقع المركز في الجزء الجنوبي الغربي من محافظة العلا.
المساحةتبلغ مساحته (2,822كم2)، وتمثل 9,64% من مساحة المحافظة، ويأتي في المرتبة الثانية من حيث المساحة.
السكانيبلغ عدد سكانه (2143) نسمة، ويأتي في المرتبة الثانية.
بعد المركز عن المحافظةيقع المركز على بعد (35كم) من المحافظة، والطريق المؤدي إليها إسفلتي، ويعتبر المركز في المرتبة الرابعة من حيث القرب من مقر المحافظة.